# سيستم شوك
سيستم شوك (بالإنجليزية: System Shock)‏ هي لعبة مغامرات أكشن من تطوير شركة لوكنغ غلاس ستوديوز ونشر شركة أورجن سيستمز. صدرت اللعبة في 23 سبتمبر 1994.